# Isidro Sánchez García-Figueras
Isidro Sánchez García-Figueras (Barcelona, 17 de desembre de 1936 - Sevilla, 2 de setembre de 2013) fou un futbolista espanyol. Va jugar de defensa. Va estar casat amb la cantant Carmen Flores i fou el pare del també futbolista i actualment entrenador Quique Sánchez Flores.
Va jugar com a titular la final de la Copa d'Europa de 1964, que el Madrid va perdre contra l'Inter de Milà per 1 a 3 al Praterstadion de Viena, la primera victòria del club italià en la competició.
Jugà un partit benèfic amb la selecció de Catalunya el dia 8 de desembre de 1966 contra una selecció d'estrangers.

## Trajectòria
- 1958-61 Real Betis Balompié
- 1961-65 Reial Madrid Club de Futbol
- 1965-71 CE Sabadell

## Palmarès
| Títol                 | Club         | País    | Any  |
| --------------------- | ------------ | ------- | ---- |
| Lliga espanyola       | Reial Madrid | Espanya | 1962 |
| Copa del Generalíssim | Reial Madrid | Espanya | 1962 |
| Lliga espanyola       | Reial Madrid | Espanya | 1963 |
| Lliga espanyola       | Reial Madrid | Espanya | 1964 |
| Lliga espanyola       | Reial Madrid | Espanya | 1965 |